# Ратомир Дуйкович
Ратомир Дуйкович (на сръбски: Ratomir Dujković) е сръбски вратар и треньор.

## Биография
Дуйкович е роден на 24 февруари 1946 в град Борово, Югославия.

### Кариера като футболист
Ратомир Дуйкович играе в 5 отбора в периода от 1956 до 1984 година.
- ФК Борово от 1956 до 1961
- ФК Цървена звезда от 1962 до 1973
- ФК Овиедо от 1974 до 1977
- ФК Осиек от 1977 до 1980
- ФК Земун от 1980 до 1984

### Кариера като треньор
Откакто е треньор, Ратомир Дуйкович е бил начело на 11 отбора.
- ФК Земун от 1985 до 1986
- ФК Цървена Звезда от 1986 до 1988 и от 1989 до 1992 (като помощник-треньор на Люпко Петрович)[1]
- ФК ал-Ахли (ОАЕ) от 1988 до 1989
- Венецуела от 1992 до 1995[1]
- Юношески отбор на Югославия (до 18-годишна възраст) – от 1995 до 1996
- Мианмар от 1996 до 1997[1]
- Атлетико (Венецуела) от 1997 до 1998
- УЛА (Венецуела) от 1998 до 1999
- Естудиантес през 2001
- Руанда от 2002 до 2004[1]
- Гана от 2005 до 2006 г.[2][1]

## Успехи
С отбора на Цървена звезда, Ратомир Дуйкович става шампион през 1969, 1970 и 1973 година. Има 15 мача в държавния тим на Югославия. Обявен за треньор номер 1 на Африка през 2003; за първи път под неговото треньорство националният отбор по футбол на Гана достига финали на Световно първенство (осминфинали).